# Hangelbyträsket
Hangelbyträsket är en sjö i Sibbo kommun i Finland.   Den ligger i landskapet Nyland, i den södra delen av landet, 28 km öster om huvudstaden Helsingfors. Hangelbyträsket ligger 21 meter över havet. I omgivningarna runt Hangelbyträsket växer i huvudsak blandskog. Arean är 10,1 hektar och strandlinjen är 1,45 kilometer lång. Sjön  ingår i Finska vikens kustområde. 